# Кефалонија
Кефалонија је грчко острво које припада групи Јонских острва. То је по површини највеће острво овог архипелага. У управној подели грчке Кефалонија припада истоименом округу Кефалонија. Главно и највеће место острва и целе префектуре је град Аргостоли.
Округ Кефалонија је успостављен 2011. године на делу некадашње префектуре. Она се састоји из једне општине, општине Кефалонија, која обухвата острво Кефалонију и околна острвца и хриди.

## Порекло назива
Вјерује се да је острво названо према митолошкој фигури Кефалу. Постоји вјеровање да назив потиче због изгледа острва па се назива и „острво са главом“ (грч.  - глава).

## Природни услови
Кефалонија је највеће острво из групе Јонских острва. Укупна површина острва је 904 km². Острво је одвојено од блиске и мање Итаке на истоку каналом дужине 8,5 km а ширине од 2 до 4,8 km. Обала је дуга и разуђена. То се највише односи на постојање залива на југозападној обали, који дубоко залази у острво и дели га већи (источни) и мањи (западни) део. Кефалонија је углавном кршевита и брдовита. Шуме су ретке. Највећа планина је Енос са највишим врхом на 1.628 m н. в. Постоји и неколико малих плодних долина.
Клима на острву је средоземна са дугим и толим летима и благим и кишовитим зимама. Биљни и животињски свет је особен за Средоземље. Гајене културе се гаје у неколико малих долина - маслина, винова лоза, агруми, поврће и воће. Коринтско грожђе нарочито добро успева на Левкасу, Итаки, Кефалонији, Закинтосу и Китири. Ту постоје повољни услови за њено гајење, односно тло је суво и каменито кречњачко, а клима је топла и сува током лета. Од коринтског грожђа се добија и познато суво грожђе које је главни пољопривредни производ и извозни артикл. Од винове лозе се прави и вино које се такође извози.

## Историја
Острво је насељено од другог миленијума п. н. е. У микенском периоду било је седиште области Кефалоније. Римљани су освојили острво у другоме веку п. н. е., а касније је постала део Византијског царства. Нормани су владали Итаком у 12. и 13. веку, а потом је, после кратке владавине Турака, 1500. дошла у руке Венеције. Кефалонију су затим окупирали Французи крајем 18. века, а 1809. освојили су је Британци. Ослобођена је 1864. и припојена савременој Грчкој.
Највећи део архитектуре острва уништен је у земљотресу 1953.

## Становништво
Становништво острва данас броји близу 40.000 (по попису из 2001. г. 36.404 ст.). До 20. века број становника је био око 10.000, а у току века је брзо растао. У погледу становништва, то је једно од најбрже растућих области Грчке, са стопом раста од 35% до 40% током 1990-их. Аргостоли је место у коме живи трећина становништва острва и много страних досељеника (туристи и радници у туризму). Ликсури је друго по величини насеље на острву. Ова два градића обухватају скоро две трећине становништва целог острва.

## Галерија
- Поглед на Аргостоли
- Светионик, Аргостоли
- Манастир Св. Герасима
- Звоник манастира Св. Герасима
- Поглед на Итаки
- Асос, увала
- Фискардо
- Каравадос
- Плажа
- Плажа(Xi Beach)
- Плажа Миртос
- Плажа Петани
- Аеродром Кефалонија
- Лагуна Коутавос
- Кућа у венецијанском стилу